# Shamim Azad
Pour les articles homonymes, voir Azad.
Shamim Azad, en bengali : শামীম আজাদ, née le 11 novembre 1952, est une poétesse, conteuse et écrivaine bilingue britannique d'origine bangladaise.

## Jeunesse
Shamim Azad naît le 11 novembre 1952 à Mymensingh, Dhaka, au Bengale oriental (aujourd'hui Bangladesh), la ville où travaillait son père ; elle est élevée à Sylhet. Elle étudie au Jamalpur Girls High School en 1967 et passe son diplôme intermédiaire au Tangail Kumudini College en 1969. Elle s'inscrit à l'université de Dacca et obtient un Honours degree en 1972 et une maîtrise en 1973.
En 1990, Shamim Azad s'installe en Angleterre.

## Carrière littéraire
Les œuvres de Shamim Azad sont diversifiées, allant des contes populaires bangladais aux contes européens. Elle abolit les frontières entre l'éducation et le divertissement, sa production littéraire est enracinée dans le folklore asiatique, les traditions orales et le patrimoine.
Shamim Azad a publié trente-cinq livres comprenant des romans, des recueils d'histoires courtes, des essais et des poèmes en anglais et en bengali. Elle figure dans diverses anthologies, y compris la poésie sud-asiatique britannique, Ma naissance n'était pas vaine, Velocity, Emlit Project et Mother Langues. Elle a écrit deux pièces pour le Half Moon Theatre. Elle travaille avec les compositeurs Richard Blackford, Kerry Andrew, la chorégraphe Rosemary Lee, l'artiste visuel Robin Whitemore et la dramaturge Mary Cooper.
Elle s'est produite dans des salles telles que le musée de Londres, le Edinburgh Fringe Festival, Cambridge Water Stone, Liberty Radio, le Battersea Arts Centre, Lauderdale House, le Commonwealth Institute, la British Library, le British Council of Bangladesh, à Takshila au Pakistan et à New York. Elle a œuvré à l'université d'été de Tower Hamlets, à la bibliothèque et au centre des arts de la ville de Sunderland, East Side Arts, à la Poetry Society, Magic Me, Rich Mix, Kinetika, Bromley by Bow Center, au Half Moon Theatre et à Apples and Snakes.
Shamim Azad est marraine de l'association caritative One World Action et Rich Mix à Bethnal Green, Londres. Elle est directrice d'école et présidente du Bishwo Shahitto Kendro (World Literature Centre) à Londres. Elle fait partie du groupe des conteurs de l'Est, qui invite les résidents locaux à partager certaines des histoires réunies par l'histoire riche et diversifiée de l'immigration de l'Est.

## Récompenses
Shamim Azad reçoit le Bichitra Award du Bangladesh en 1994, le Year of the Artist Award de London Arts en 2000, le Sonjojon-A Rouf Award en 2004 et le Civic Award du Royaume-Uni en 2004. Elle reçoit aussi le prix des Champions de la communauté en 2014, décerné par le groupe Canary Wharf PLC. En 2016, elle reçoit le Syed Waliullah Literature Award 2016, décerné par l'Académie Bangla.

## Vie privée
Azad vit à Wanstead, dans le borough londonien de Redbridge, à Londres.

## Œuvres

### Roman et histoires
- 1988 : Shirno Shuktara
- 1989 : Dui Romonir Moddhoshomoy
- 1991 : Arekjon
- 2003 : Shamim Azader Golpo Shonkolon
- 2009 : Un chœur vocal
- 2012 : Priongboda
- 2018 : Bongshobeej

### Poésie
- 1983 : Valobashar Kobita
- 1984 : Sporsher Opekkha
- 1988 : He Jubok Tomar Vobisshot
- 2007 : Om
- 2008 : Jiol Jokhom
- 2010 : Jonmandho Jupiter
- 2011 : Shamim Azader Prem Opremer 100 Kobita

### Littérature et théâtre pour enfants
- 1992 : Hopscotch Ghost (avec Mary Cooper)
- 1994 : Le Radeau
- 2000 : La Vie de M. Aziz
- 2012 : Boogly le guépard de Bourgogne

### Recueils et traductions de poésie
- 1998 : Poésie britannique sud-asiatique
- 2001 : Ma naissance n'était pas vaine
- 2003 : Vitesse (25 Bochorer Bileter Kobita)
- 2008 : La Nuit majestueuse